# Jean Absil

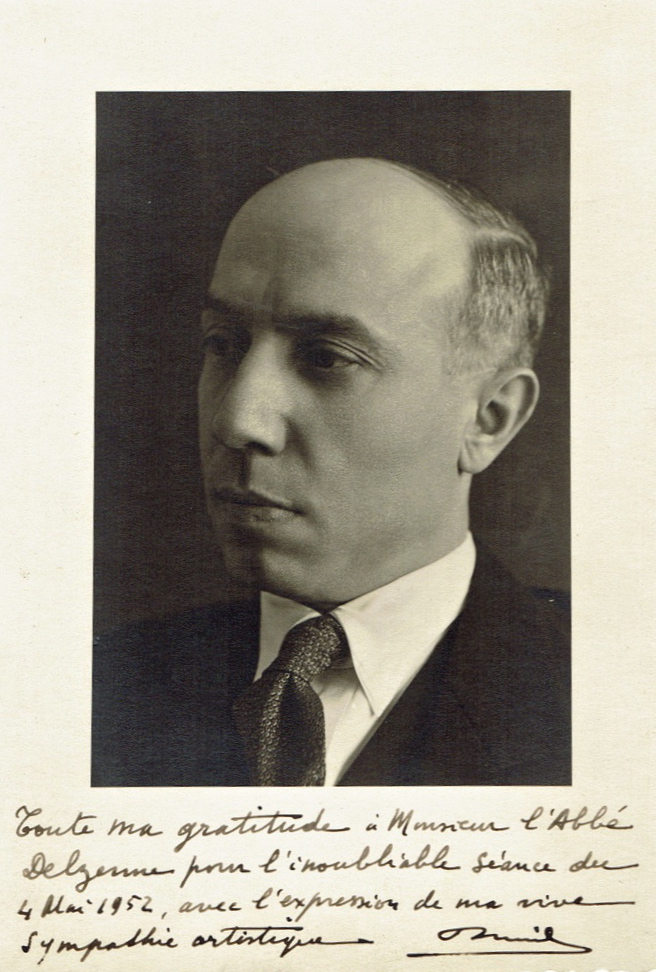
Jean Absil (1952)

Jean Nicolas Joseph Absil (* 23. Oktober 1893 in Bon-Secours, jetzt Péruwelz, Provinz Hennegau; † 2. Februar 1974 in Uccle/Ukkel bei Brüssel) war ein belgischer Komponist, Organist und Musikpädagoge.

## Leben

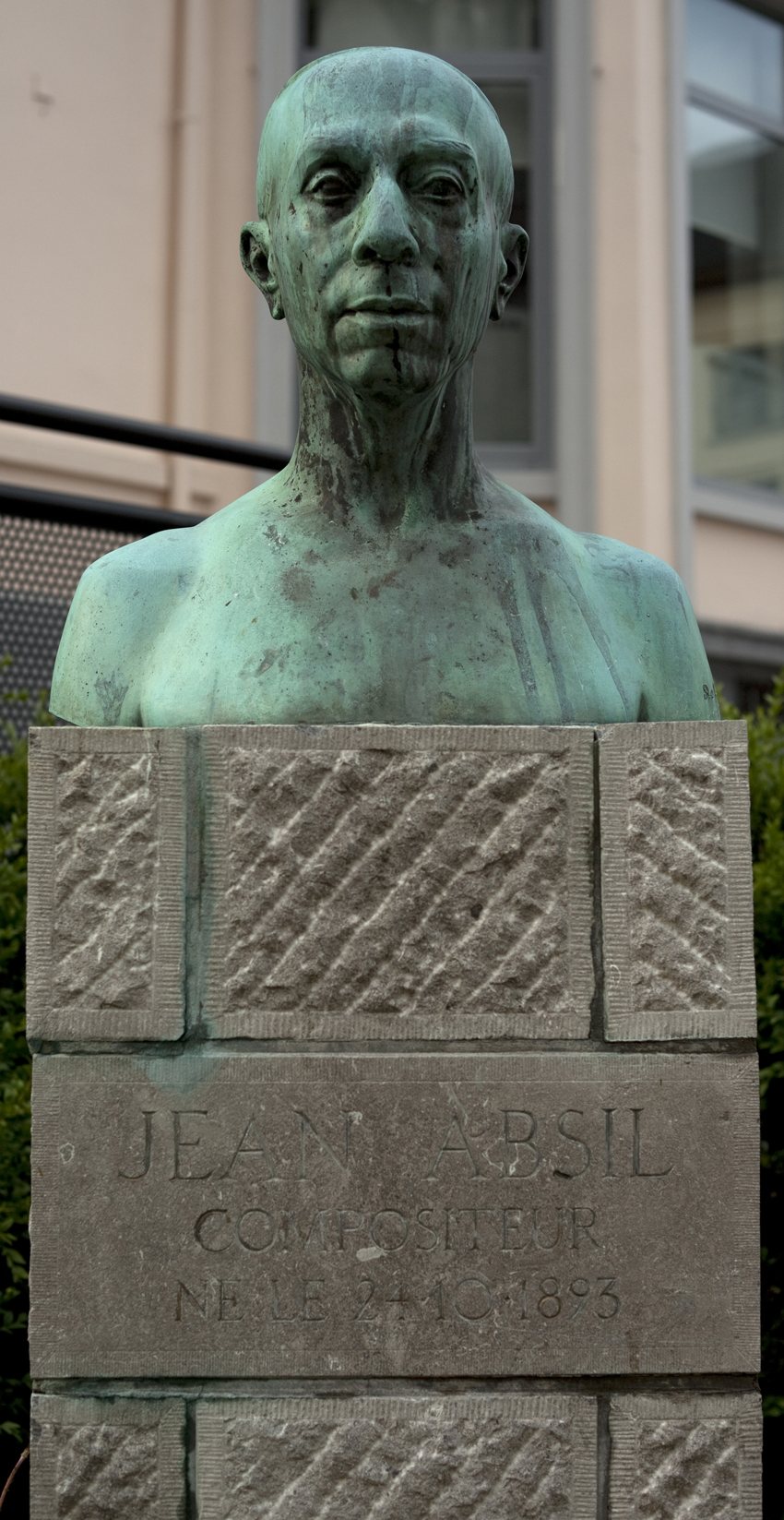
Jean Absil, Büste von Fernand Debonnaires aus dem Jahr 1968, Place Jean Absil, Péruwelz

Jean Absils Vater, François Absil, war Küster an der Basilika von Bon-Secours. Jean war bereits früh Musikschüler von Alphonse Oeyen, dem Organisten an der Basilika. Er selbst wurde bald darauf zum Organisten an der Wallfahrts-Basilika Saint-Quentin in Bon-Secours bestellt. Er besuchte Kurse an der Ecole Saint-Gregoire in Tournai, um sich auf das Studium der Kirchenmusik vorzubereiten. Ab 1913 studierte er am Brüsseler Konservatorium, zunächst in der Orgelklasse von Alfons Desmet (1864–1944) so wie Klavier und Kontrapunkt bei Léon Du Bois (1859–1935). Darauf konzentrierte er sich auf Komposition und Instrumentierung und studierte von 1920 bis 1922 bei Paul Gilson in Brüssel. Er gewann 1921 den Prix Agniez mit seinem ersten Opus, der ersten Sinfonie aus dem Jahr 1920. 1922 wurde er mit einem zweiten Preis Preisträger des belgischen Prix de Rome für seine Kantate La Guerre op. 2. 1922 erhielt er den Prix Rubens und wurde zum Direktor der Musikakademie in Etterbeek ernannt, die er bis 1958 leitete und die seit 1963 seinen Namen trägt. Ab 1930 lehrte er am Königlichen Konservatorium in Brüssel Harmonielehre und ab 1939 Kontrapunkt und Fuge. Im selben Jahr berief ihn Königin Elisabeth von Belgien zum Unterricht von Kontrapunkt und Fuge an die neu gegründete Chapelle Musicale Reine Elisabeth. 1934 war er Mitbegründer von La Siréne, einer Gesellschaft zur Förderung Zeitgenössischer Musik, die Konzerte im In- und Ausland veranstaltete und als Pendant der 1932 in Paris gegründeten Gesellschaft Le Triton fungierte. An der Gründung der Musikzeitung Revue internationale de Musique beteiligte er sich 1938. Nach dem II. Weltkrieg wurde er Präsident der SABAM. Absil war Mitglied der Königlichen Akademie der Wissenschaften und Schönen Künste von Belgien. Mit Florent Schmitt verband ihn eine Freundschaft. Zu seinen Schülern zählten die belgischen Komponisten Jacques Leduc (1932–2016) und Victor Legley (1915–1994). Auch Emma Lou Diemer war eine Kompositionsschülerin Absils.

## Stil

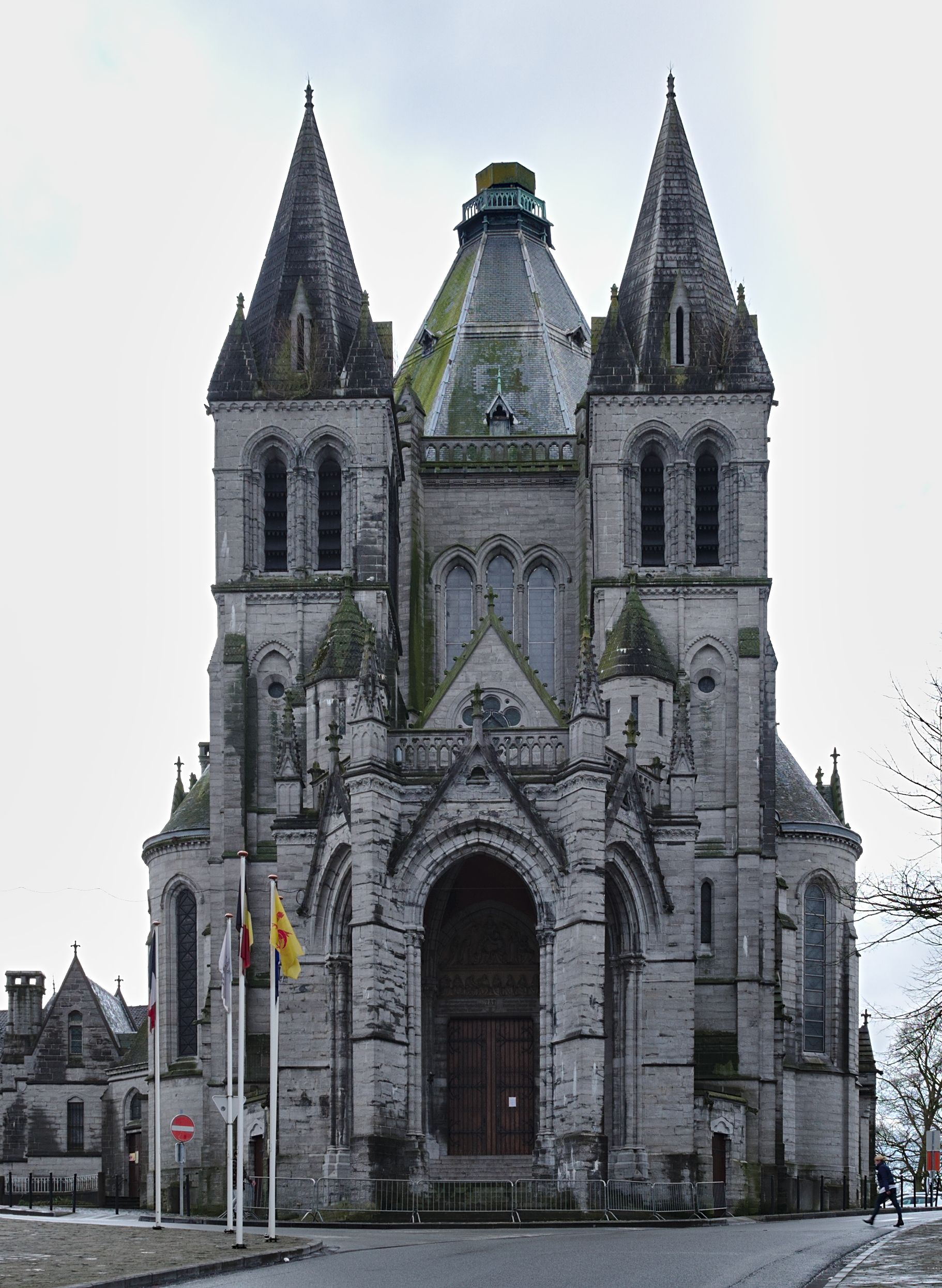
Basilique Notre-Dame de Bon-Secours, Péruwelz, Belgien

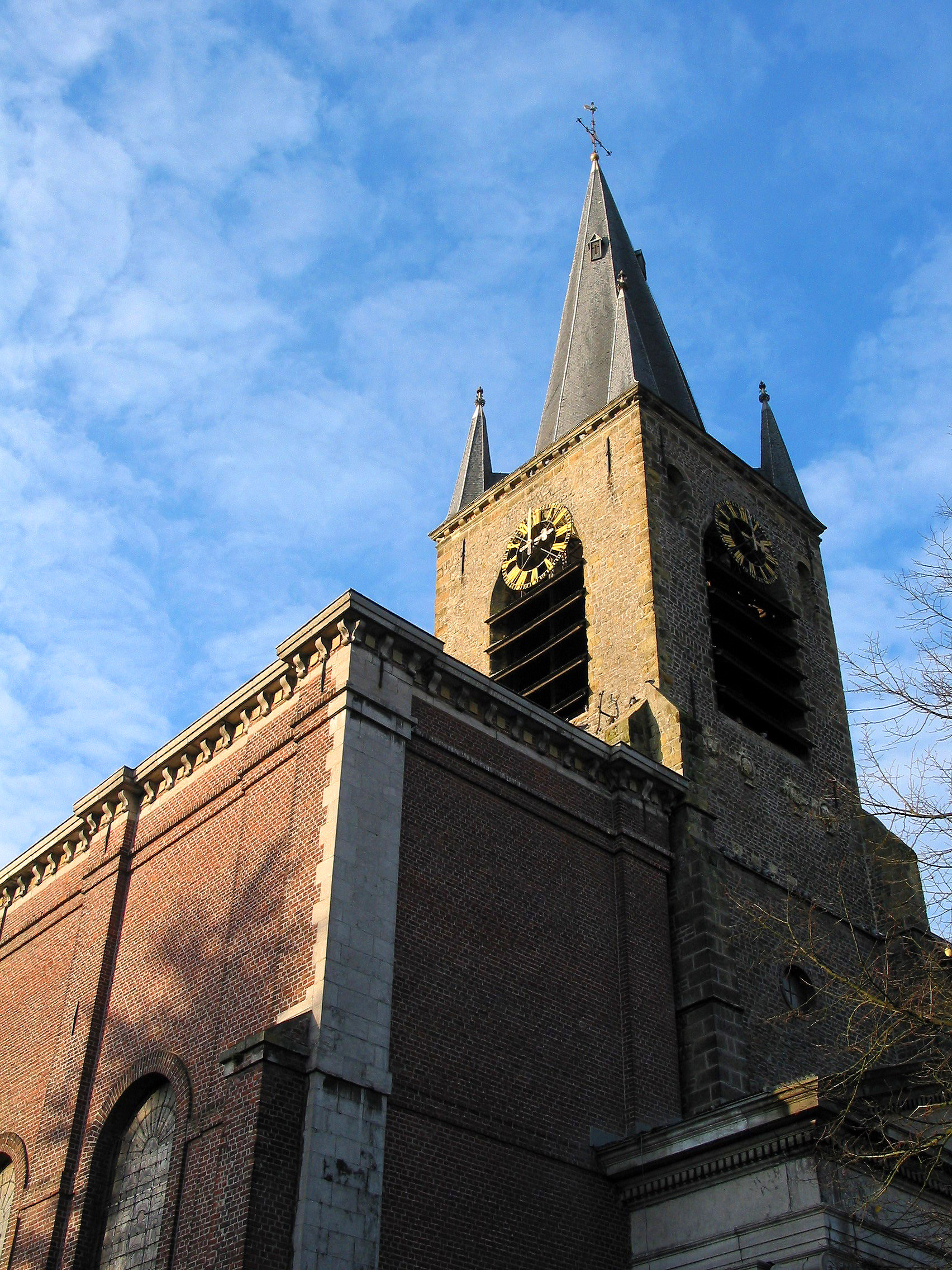
St. Quentin, Péruwelz

Kompositorisch formte Absil eine Synthese aus der Französischen Schule, dem Stil Strawinskis und Bartóks, der polytonalen, der atonalen und der seriellen Musik. Sein umfangreiches Œuvre umfasst nahezu alle Genres.

## Rezeption und Gedenken

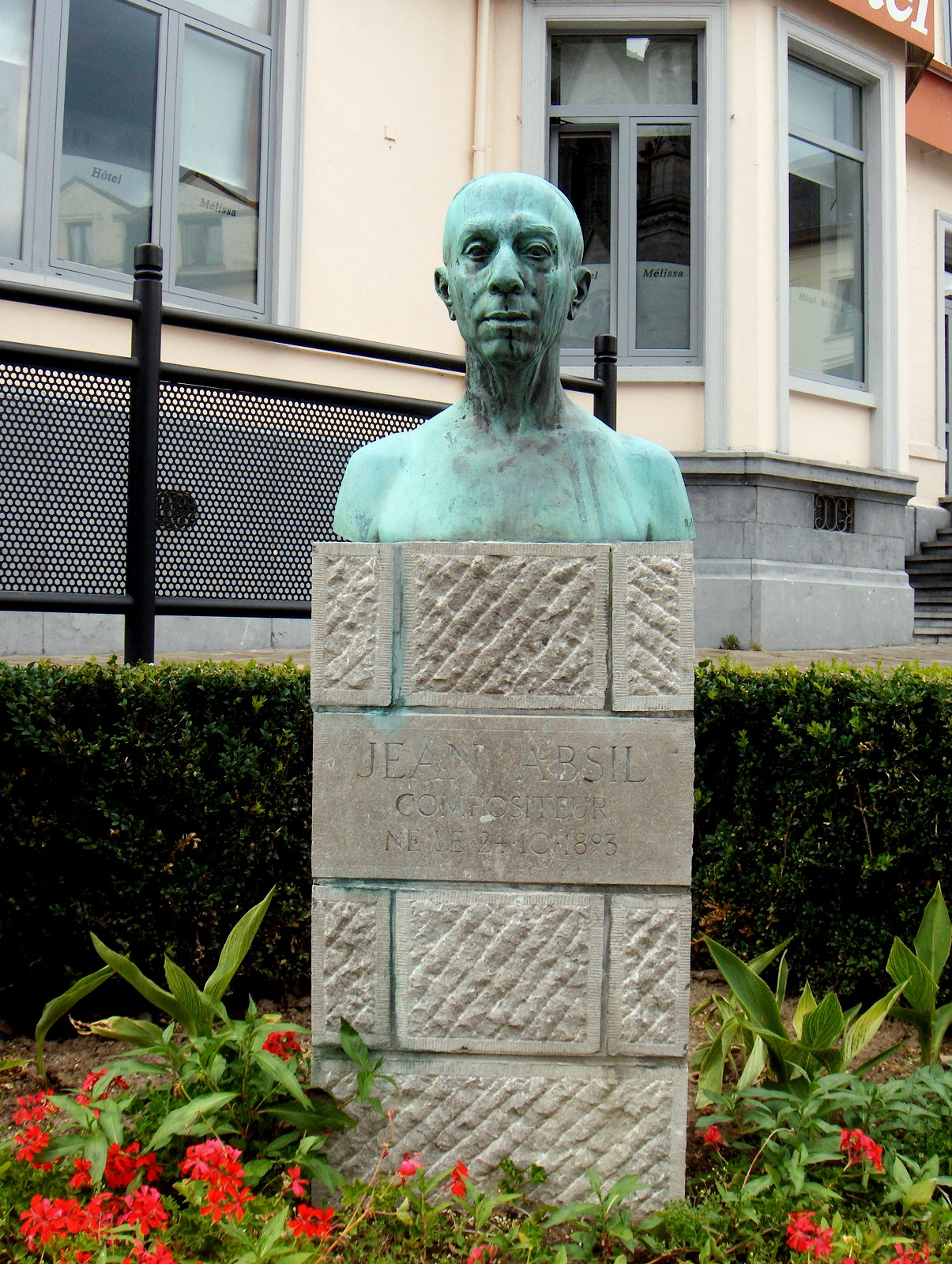
Statue von Jean Absil in Bon-Secours (Péruwelz, Belgien)

1968 schuf der Bildhauer Fernand Debonnaires (1907–1997) eine Büste des Komponisten. Dieses befindet sich heute auf dem nach ihm benannten Platz Place Jean Absil in Péruwelz. Auf diesem Platz befindet sich die Basilique Notre-Dame de Bon-Secours. Das Atheneum Royal Jean Absil in Etterbeek, das er viele Jahre leitete, wurde nach ihm benannt.

## Werke

### Werke für Orchester
- 1920 Symphonie n°1 en ré mineur opus 1
- 1926 La mort de Tintagiles opus 3 für Orchester
- Colas Chacha
- 1933 Concerto opus 11 für Violine und Orchester
- 1936 Symphonie n°2 opus 25 für großes Orchester
- 1938 Rhapsodie n°2 opus 34
- 1939 Hommage à Lekeu opus 35 für Orchester
- 1940 Philatélie opus 46 für Solo-Quartett (SATB) und 14 Instrumente
- 1941 Les bénédictions opus 48 für Soli, Chor, großes Orchester und Orgel
- 1942 Variations symphoniques opus 50 für großes Orchester
- 1943 Les chants du mort opus 55 für Soli (SATB) und Orchester
- 1943 Rhapsodie roumaine opus 56 für Violine und Orchester
- 1943 Symphonie n°3 opus 57
- 1945 Jeanne d’Arc opus 65
- 1949 Le miracle de Pan opus 71
- 1950 Epouvantail opus 74
- 1954 Mythologie opus 84
- 1955 Introduction et Valses opus 89
- 1956 Suite opus 92 für kleines Orchester
- 1957 Suite bucolique opus 95
- 1960 Rhapsodie bulgare opus 104
- 1962 Fantaisie Humoresque für Klarinette und Orchester
- 1963 6. Rhapsodie für Horn und Orchester
- 1965 Divertimento für Saxophon-Quartett
- 1967 Allegro brillante für Klavier und Orchester opus 132
- 1969 Symphonie n°4 opus 142 für großes Orchester
- 1970 Symphonie n°5 opus 148 für großes Orchester
- 1971 Concerto opus 155 für Gitarre und Orchester[6]
- 1971 Ballade für Altsaxophon, Klavier und kleines Orchester opus 156
- 1971 Fantaisie Caprice für Alt-Saxophon und Orchester
- 1972 Déités opus 160

### Werke für Blasorchester
- 1928 Rhapsodie flamande opus 4
  1. Het loze vissertje
  2. Pierlala
  3. Mie Katoen
- 1935 Petite suite opus 20
- 1937 Peau d’Ane opus 26 für Soli, Sprechstimmen und Symphonisches Blasorchester
- 1952 Rites opus 79
  1. Pour saluer l’auror
  2. Pour conjurer les Esprits
  3. Pour fêter le Soleil
- 1953 Rhapsodie brésilienne opus 81
- 1954 Croquis sportifs opus 85
- 1956 Légendes opus 91
- 1956 Roumaniana opus 92
- 1959 Rhapsodie n°5 opus 102 - sur de vieux Noëls français
- 1961 Danses bulgares opus 103
- 1963 Trois Fanfares opus 118 für Blechbläser
  1. Guerrière
  2. Funèbre
  3. Joyeuse
- 1965 Ouverture "Les Voix de la Mer" aus der gleichnamigen Oper auf ein Libretto von René Lyr
- 1966 Nymphes et faunes opus 130
- 1971 Fantaisie - Caprice opus 152 für Alt-Saxophon und Symphonisches Blasorchester

### Kammermusik
- 1927 Evasion opus 8 für hohe Stimme und Piano
- 1929 Quatuor à cordes n°1 opus 5 für zwei Violinen, Bratsche und Violoncello
- 1932 Tahi - Taho opus 8 für mittlere Stimme und Piano
- 1933 Cinq mélodies opus 12 für Mezzosopran und Streich-Quartett
- 1934 Quatuor à cordes n°2 opus 13 für zwei Violinen, Bratsche und Violoncello
- 1935 Trio à cordes n°1 opus 17 für Violine, Bratsche und Violoncello
- 1935 Cinq chansons de Paul Fort opus 18 für zwei gleiche Stimmen und Piano
- 1935 Quatuor à cordes n°3 opus 19 für zwei Violinen, Bratsche und Violoncello
- 1936 Fantaisie rhapsodique opus 21 für Violoncello-Quartett
- 1937 Quatuor n°2 opus 28 für Violoncello-Quartett

### Bühnenwerke
- 1937 Peau d’âne, féerie lyrique 3 Akte opus 26
- 1939 Ulysse et les sirènes Funkoper, scène mythologique (Hörspiel) opus 41
- 1944 Fansou ou Le Chapeau chinois comédie lyrique opus 64
- 1949 Le miracle de Pan, Ballett; 1 Akt; opus 71
- 1950 Pierre Breughel l’Ancien Funkoper, Hörspiel opus 73 für Soli, gemischten Chor, Sprechchor, Rezitant, großes Orchester und Orgel
- 1951 Epouvantail Ballett; 1 Akt; opus 74
- 1951 Les voix de la mer Oper; 3 Akte; opus 75
- 1952 Les météores Ballett; 1 Akt; opus 77
- 1956 Le Bal chez Madame de X Ballettszene

### Vokalmusik
- 1932 Trois poèmes d'Arthur Cantillon opus 9 für gemischten Chor
- 1934 Trois choeurs opus 15 für Männerchor
- 1935 Six choeurs I opus 18 für Kinderchor und Piano
- 1940 Alcools für vierstimmigen gemischten Chor a cappella op. 43 Text: Guillaume Apollinaire. I Clotilde II Le Pont Mirabeau III Automne [Der Herbst] IV Aubade [Morgenständchen]. Edition Henry Lemoine LEMO 24195, ISMN 979-0-230-94195-2[7]
- 1942 Enfantines op. 52. für mittlere Stimme und Klavier. Text: Madeleine Ley. I  L’araignée [Die Spinne] II Le hérisson [Der Igel] III Le petit garçon malade [Der kleine, kranke Junge] IV La poupée mécanique [Die mechanische Puppe] V Chanson. OCLC 78204021
- 1944 Bestiaire Fünf kleine Stücke für vierstimmigen gemischten Chor op. 58. Text: Guillaume Apollinaire. I Le Dromadaire [ Das Dromedar] II  L’Ecrevisse [Der Flusskrebs] III La Carpe [Der Karpfen] IV Le Paon [Der Pfau] V Le chat [Die Katze] Edition Henry, Lemoine LEMO 24094, ISMN 979-0-230-94094-8[8]
- 1944 Printemps 5 Chansons pour Voix d’enfants sur des poèmes de Maurice Carême für Gesang und Klavier opus 59. Schott Frères SF 8922[9] I Ronde de Chiffres. Vif et léger II Berceuse. Calme et très expressif III L’Éléphant. Modéré, mais bien rhythmé IV Le-Cerf-volant. Mouvement de valse légère V Printemps. Dans un sentiment joyeux. ISMN M-54350-160-7
- 1968 A cloche-pied [Auf einem Bein] für einstimmigen Kinderchor und Klavier op. 139 Text: Maurice Carême. I La gamme [ Die Palette/Tonleiter] II Il fait frois [Es ist kalt] III Gué du ruisseau [Die Furt des Baches] Edition Henry Lemoine LEMO 24266. ISMN 979-0-230-94266-9[10]

### Werke für Klavier
- 1932 Trois Impromptus opus 10.  Schott Frères SF 8584.  I Vif. II Modèrè. III Très Vif. ISMN M-54350-095-2
- 1937 Sonatine opus 27.  Widmung: à Joseph Dopp. Schott Frères SF 8583.[11] I Allegretto. II Humoresque. Molto rubato III Toccata. Vif. ISMN M-54350-094-5
- 1940 Marines opus 36.  Schott Frères SF 8986.  I Allegretto. II Andantino III Vivo ISMN M-54350-174-4[12]
- 1944 Cinq bagatelles opus 61. Schott Frères SF 8921. I Pastorelle. Allegretto II Musette. Andantino III Berceuse. Andantino. IV Gavotte. Moderato V Toccata. Vivo ISMN M-54350-159-1
- 1944 Grande Suite opus 62. Widmung: à Andre Dumortier. Schott Frères SF 8988.  I Prèlude. Andantino II Scherzetto. Vivo III Nocturne. Mysterioso IV Toccata. Vivo ISMN M-54350-175-1[13]
- 1946 Hommage à Schumann opus 67
- 1954 Esquisses sur les sept péchés capitaux opus 83
- 1957 Echecs opus 96
- 1959 Danses bulgares opus 102
- 1962 Deuxieme grande Suite, Hommage à Chopin opus 110
- 1966 Sonatine opus 125
- 1968 Alternances opus 140. Widmung: à Josiane Garabedian. CeBeDeM Bruxelles. OCLC 165529937

### Werke für zwei Klaviere
- 1968 Asymétries opus 136. CeBeDeM. OCLC 315426435

### Werke für Klavier linke Hand
- 1966 Ballade op. 129

### Werke für Gitarre
- 12 Pièces op. 159, hrsg. von Nicolas Alfonso

I. - IV. SF 9272. I Prelude. Allegretto II Romance. Andantino III Menuet. Tempo moderato IV Berceuse. Andantino. ISMN M-54350-295-6
V- - VIII SF 9273 V Cantilène. Andante VI Invention. Allegretto VII Tristesse. Andantino. Andantino VIII Sicilienne ISMN M-54350-296-3
IX. - XII SF 9274. IX. Etude rhythmique. Allegro X Chameliers et Muezzins [Kameltreiber und Muezzins]. XI. Danse. Allegro moderato. XII Humoresque Vif et legèr ISMN M-54350-297-0

### Werke für Oboe und Klavier
- 1958 Burlesque op. 100

### Werke für Posaune und Klavier
- Suite für Posaune und Klavier. I Invention II Epitaphe II Humoresque IV Fugato. OCLC 27928704

### Schriften
- Les postulats de la musique contemporaine. Orientations, La Sarte-Huy 1937, OCLC 906492405 (Quintessenz seiner Untersuchungen zu Polytonalität und Atonalität mit einem Vorwort von Darius Milhaud).

## Einspielungen
- Jean Absil: Selected Piano Works; Daniel Blumenthal, Klavier; FugaLibera FUG578; 2011